# سوسن شاکرین
سوسن شاکرین (۷ آذر ۱۳۳۳–۱۹ اردیبهشت ۱۴۰۲) نوازنده گیتار کلاسیک، مدرس و پژوهشگر موسیقی و آهنگساز فیلم اهل ایران بود.

## زندگی‌نامه
سوسن شاکرین متولد ۱۳۳۳ تهران است. از نوجوانی و با علاقه بسیار در دوره‌های شبانه کنسرواتوار موسیقی، آموزش گیتار و سایر دروس تخصصی را آغاز می‌کند و بعدها نیز به‌طور آزاد، آموختن را ادامه می‌دهد. در سازمان کر اپرا، کر ارکستر سمفونیک و کر تالار رودکی هم حضوری فعال و پیگیر داشته‌است. از عمده کارهای او، ساختن موسیقی متن برای نمایشنامه رادیویی «آهسته با گل سرخ» و موسیقی برای نمایش عروسکی «ماه پیشونی» برای اجرا در جشنواره تئاتر عروسکی است. او همچنین یک کتاب قصه برای کودکان به نام «آروزی بزرگ چشمه» به چاپ رسانده و دو کتاب موسیقی به چاپ رسانده‌است. سوسن شاکرین برای پنج فیلم بلند سینمایی در ایران و دو فیلم در هلند موسیقی متن ساخته‌است. افسانه مه پلنگ. برخورد. یاد و دیدار (۱۳۶۶)، گل (۱۳۶۷) و (بخاطر همه چیز) موسیقی متنهای او در ایران است که سه فیلم آخر از، ساخته‌های رجب محمدین است.
نام سوسن شاکرین پس از شیدا قراچه‌داغی و گیتی پاشایی به عنوان سومین زن در موسیقی فیلم، در فرهنگ سینمای ایران به ثبت رسیده‌است.

## آهنگساز فیلم
1. مستند "هلند Magnitogorsk 1996 "
2. فیلم کوتاه " هلند 1993 het rode visje "
3. افسانه مه‌پلنگ (۱۳۷۰)
4. برخورد (۱۳۷۰)
5. به خاطر همه چیز (۱۳۶۹)
6. گل (۱۳۶۷)
7. یاد و دیدار (۱۳۶۶)

## آلبوم ایراندخت
- دردها و افتخارات یک تاریخ
- رفته با آب‌های زمان
- آخرین قصه شهرزاد
- عشق سخن می‌گوید
- از خود عبور کردن
- وقتی از هم جدا می‌شویم
- رهایی از یک رؤیا
- زمان بی‌نام
- سیمرغ فراموش شده

## کتابشناسی
- «روش نوین التیام انقباض‌ها ودردهای عضلانی مفصلی ازطریق تکنیک نوازندگیِ سوسن شاکرین.»[۲]
- «ایراندخت» پارتیتور بخشهای گیتار از منتخب آثار آلبوم ایراندخت. موسیقی متن فیلم.
- «تمرینات تکنیک برای تمام سازها» (انتشارات به نگار ۱۳۷۳)
- «اصول و مبانی موسیقی.» (انتشارات سوره مهر ۱۳۸۸)
- «تأثیر موسیقی ایران بر موسیقی غرب. مبانی موسیقی» نشر:ناشر مؤلف سال ۱۴۰۰
- «ایران سرچشمه موسیقی غرب و جهان…» چاپ دوم. ۱۴۰۱ نشر: ناشرمولف.
- «آرزوی بزرگ چشمه». داستان کودک.انتشارات بامداد. ۱۳۵۴.